# Гемпден-Сідней (Вірджинія)
Гемпден-Сідней (англ. Hampden Sydney) — переписна місцевість (CDP) в США, в окрузі Принс-Едвард штату Вірджинія. Населення — 1191 особа (2020).

## Географія
Гемпден-Сідней розташований за координатами 37°14′39″ пн. ш. 78°28′34″ зх. д. / 37.24417° пн. ш. 78.47611° зх. д. (37.244067, -78.476032).  За даними Бюро перепису населення США в 2010 році переписна місцевість мала площу 10,09 км², з яких 10,04 км² — суходіл та 0,04 км² — водойми.

## Демографія
Згідно з переписом 2010 року, у переписній місцевості мешкало 1450 осіб у 172 домогосподарствах у складі 108 родин. Густота населення становила 144 особи/км².  Було 197 помешкань (20/км²).
Расовий склад населення:
| - 85,4 % — білих - 11,7 % — чорних або афроамериканців - 0,8 % — азіатів - 0,3 % — корінних американців |

До двох чи більше рас належало 1,0 %. Частка іспаномовних становила 2,8 % від усіх жителів.
За віковим діапазоном населення розподілялося таким чином: 5,3 % — особи молодші 18 років, 89,9 % — особи у віці 18—64 років, 4,8 % — особи у віці 65 років та старші. Медіана віку мешканця становила 21,1 року. На 100 осіб жіночої статі у переписній місцевості припадало 636,0 чоловіків;  на 100 жінок у віці від 18 років та старших — 737,2 чоловіків також старших 18 років.
Середній дохід на одне домашнє господарство  становив 104 933 долари США (медіана — 110 962), а середній дохід на одну сім'ю — 107 073 долари (медіана — 111 058). За межею бідності перебувало 9,9 % осіб, у тому числі 0,0 % дітей у віці до 18 років та 0,0 % осіб у віці 65 років та старших.
Цивільне працевлаштоване населення становило 462 особи. Основні галузі зайнятості: освіта, охорона здоров'я та соціальна допомога — 60,8 %, мистецтво, розваги та відпочинок — 11,0 %, будівництво — 7,4 %, роздрібна торгівля — 7,1 %.